# Владетел: собственикът на маската
Владетел: собственикът на маската (на корейски: 군주-가면의 주인, на английски: The Emperor: Owner of the Mask) е южнокорейски исторически сериал с участието на Ю Сънг Хо, Ким Со Хьон, Ким Мюнг Су, Йон Со Хи и др. Излъчва се по MBC всяка сряда и четвъртък в 22:00 (KST) от 10 май до 13 юли 2017 г. за 40 епизода.

## Сюжет
По време на династията Чосон се ражда дългоочакваният син на крал И Юн. Но в замяна на живота му кралят трябва да предаде управлението на Бюрото за водоснабдяване на тайната организация „Пьонсу“, която е натрупала власт и богатство и контролира кралството. За да защити принца от групата Пьонсу, кралят покрива лицето му с маска и го отглежда тайно.
Шестнадесет години по-късно престолонаследникът И Сун израства като уважаван млад мъж. Никой не е виждал лицето му, освен шепа доверени хора. Той непрекъснато разпитва баща си защо е принуден да се крие зад маската. Тъй като не получава отговор от него, решава да потърси истината сам в кралските архиви. Там попада на информация, че страда от необяснима болест. Един ден той сваля маската си и напуска тайно двореца, за да отиде в града и да се срещне с учения У Бо, който е единственият човек, знаещ тайната. В града престолонаследникът се запознава с дъщерята на високопоставен служител Хан Га Юн и млад мъж, със същото име като неговото, И Сун, и задълбочава приятелството си с тях.
След време тайното общество Пьонсу убива крал И Юн, но престолонаследникът И Сун успява да избяга. Пьонсу поставя фалшив крал на трона, като контролира него и целия кралски двор, използвайки подозрителен наркотик с отровни свойства.
Станал свидетел на страданието на хората, престолонаследникът решава да се посвети на борбата с групата Пьонсу и да си върне трона. До него е Га Юн, жената, която той обича и която ще му помогне да израсне като справедлив владетел.

## Актьорски състав
- Ю Сънг Хо – Престолонаследникът И Сун / Главният търговец
- Ким Со Хьон – Лейди Хан Га Юн
- Ким Мьонг Су – И Сун, фалшивият крал
- Юн Со Хи – Ким Хуа Гун, внучка на лидера на Пьонсу
- Хо Джун Хо – Лидерът на Пьонсу Ким Те Мок
- Пак Чул Мин – ученият У Бо
- Ким Бьонг Чул – Ким У Дже
- Ким Чонг Су – Чу Джин Мьонг
- Шин Хьон Су – И Чонг Ун
- И Че Йонг – Ме Чанг
- До Йонг Гу – Че Сонг Ги
- Чонг Кю Су – Хо Ю Гун

## Награди
Сериалът печели в 5 категории на 44-те награди за драма на MBC през 2017 г.
- Най-добър актьор – Ю Сънг Хо
- Награда за актьорско майсторство – Ким Сон Конг
- Най-популярен актьор – Ким Мьонг Су
- Най-популярна актриса – Ким Со Хьон
- Най-добър герой в сериал – Ким Мьонг Су